# Désirée Clary

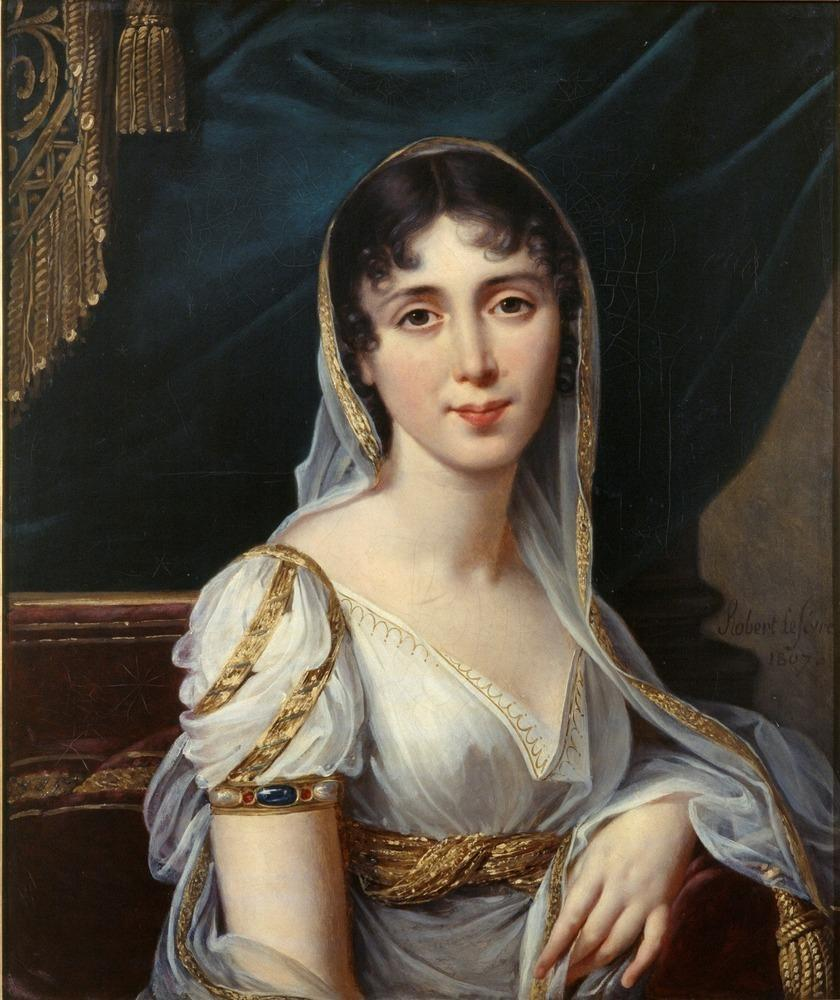
Désirée Clary, Regina Desideria a Suediei

Bernardine-Eugénie-Désirée Clary (n. 8 noiembrie 1777, Marsilia, Franța — d. 17 decembrie 1860, Stockholm, Suedia). 
După eșecul logodnei sale cu Napoleon Bonaparte, se căsătorește în 1798 cu J.B. Bernadotte, care a devenit ulterior regele Carol al XIV-lea al Suediei. Desirée și Carol au avut un singur copil, Oscar I al Suediei. În urma căsătoriei și după ce soțul ei J.B. Bernadotte a devenit rege, Bernardine-Eugénie-Désirée Clary a fost din 1818 denumită Desideria, regina Suediei și Norvegiei.
| Désirée Clary Naștere: 8 noiembrie 1777 Deces: 17 decembrie 1860 |                              |                                     |
| Regalitatea suedeză                                              |                              |                                     |
| Predecesor: Hedvig Elisabeth Charlotte                           | Regină a Suediei 1818–1844   | Succesor: Josephine de Leuchtenberg |
| Regalitate norvegiană                                            |                              |                                     |
| Predecesor: Hedvig Elisabeth Charlotte                           | Regină a Norvegiei 1818–1844 | Succesor: Josephine de Leuchtenberg |